# کانال (فیلم ۱۹۵۶)
کانال (لهستانی: Kanał؛ تلفظ لهستانی: [ˈkanaw]) یک فیلم درام لهستانی به کارگردانی آندری وایدا محصول سال ۱۹۵۶ است. از بازیگران آن می‌توان به استانیسواف میکولسکی و ولادک شیبال اشاره کرد. کانال دومین فیلم از سه‌گانهٔ جنگ وایدا (فیلم قبلی یک نسل و فیلم بعدی خاکستر و الماس هستند) و نخستین فیلمی است که به قیام سال ۱۹۴۴ ورشو می‌پردازد. فیلم داستان جمعی از مبارزان ارتش میهنی نهضت مقاومت لهستان است که قصد دارند با گذر از کانال فاضلاب، از چنگ نازی‌ها بگریزند.
کانال جایزه ویژهٔ هیئت داوران جشنواره کن را در سال ۱۹۵۷ از آنِ خود کرد.